# 亚历山大·谢戈廖夫
亚历山大·罗曼诺维奇·谢戈廖夫（俄语：Александр Романович Щёголев，2002年4月6日—），俄罗斯男子游泳运动员，2020年欧洲锦标赛男子4×100米自由泳接力、男子4×200米自由泳接力金牌得主、男子4×100混合泳接力银牌得主和混合4×200米自由泳接力铜牌得主。